# 冰爪

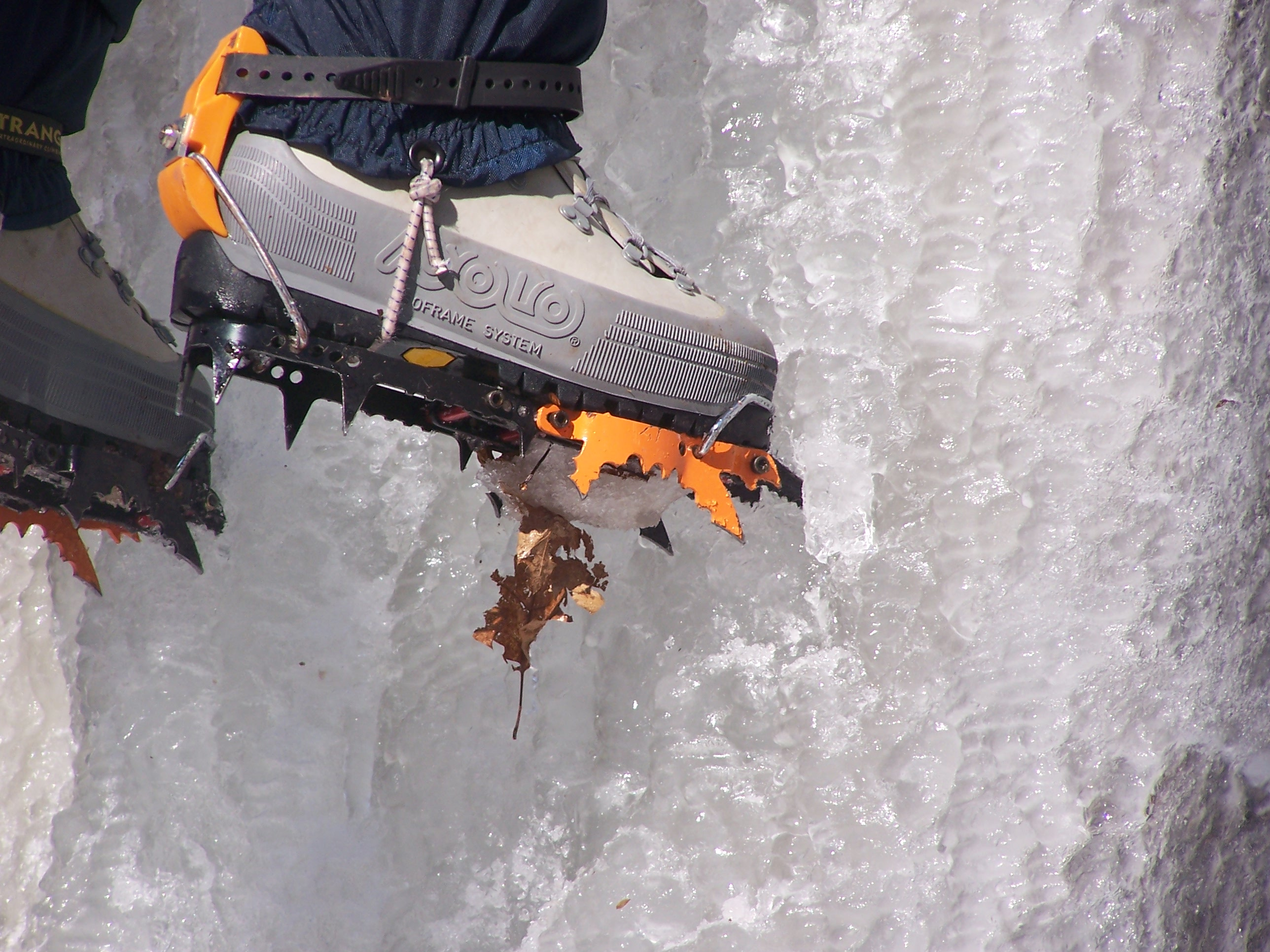
垂直攀冰运动者的冰爪向前延伸，扎入冰中

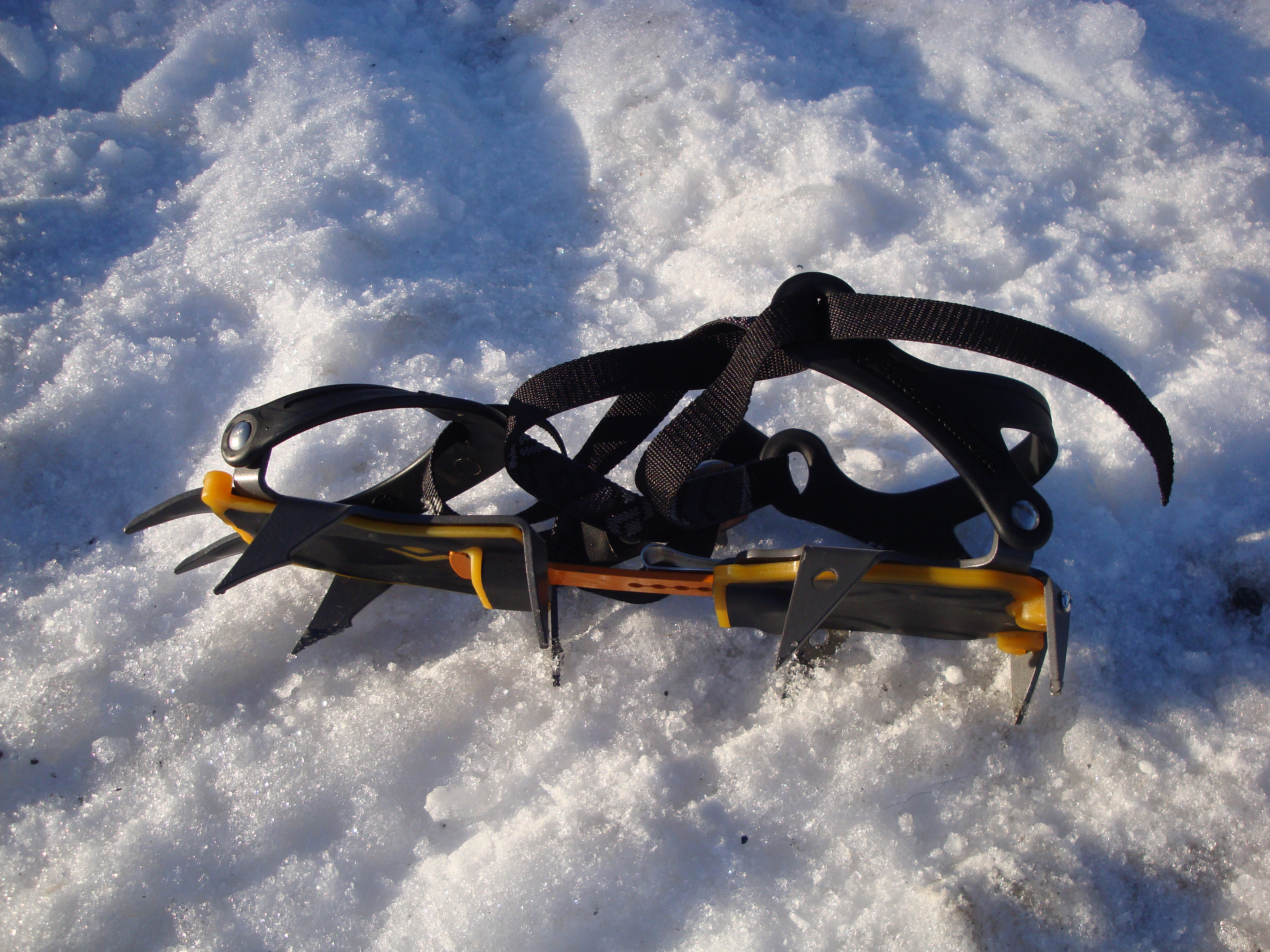
防止雪挂在鞋上的冰爪

冰爪（英語：crampons），攀冰运动的常见用具，可套在鞋子上，增加在冰面、雪面时行走的摩擦力。冰爪依照捆绑方式又可分为穿入式、绑带式和混合式。
依照其对靴子的适配程度，冰爪可分为C1、C2和C3三个等级。